# Le Trépassé de Kermellec
Le Trépassé de Kermellec est le premier épisode de la série de bande dessinée L'Épervier.

## Synopsis
Appelé par le comte de Kermellec, Yann de Kermeur se rend dans son manoir en Bretagne. Un coup de feu l'attire dans la chapelle, le tombeau des Kermellec a été profané, le comte est agonisant. Yann recueille ses dernières paroles. Mais les villageois le surprennent et pensent que c'est lui l'assassin, sa tête est mise à prix. Son bateau, La Méduse, est confisqué, l'équipage est enfermé. Cha-Ka réussit à sauter du navire, il passe pour mort, son corps n'ayant pas réapparu. Aidé de Marion, Yann réussit à quitter Brest et à libérer son équipage. Il gagne son repaire de Roc'h an Ankou sur la presqu'île de Crozon. Mais, sous la torture, un des hommes d'équipage avait révélé l'existence de cette cachette et on les poursuit.

## Personnages
- Yann de Kermeur : personnage principal
- la comtesse Agnès de Kermellec : petite-fille du comte de Kermellec
- Hervé de Villeneuve : cousin d'Agnès
- Monsieur de la Motte de Kerdu
- Monsieur de Penhoet
- Marion : prostituée, amoureuse de Yann
- Cha-Ka : indien, frère de sang de Yann
- Morvan : est au service des Kermellec, il a procuré la clé de la chapelle au meurtrier, veut le faire chanter.
- Main de fer : homme de l'Epervier

## Lieux
- La presqu'île de Crozon dans le Finistère
- Brest, notamment le château
- La Rade de Brest
- Le château de Kermellec de l'histoire est inspiré du manoir de Tronjoly, situé sur la commune de Cléder.